# Mychajlo Šeršen'
Mychajlo Serhijovyč Šeršen' (in ucraino Михайло Сергійович Шершень?; Zmiïv, 27 aprile 1995) è un calciatore ucraino, difensore del Kudrivka.

## Carriera
Cresciuto nel settore giovanile dello Zorja, nel 2015 è stato ceduto in prestito stagionale al Kremin' Kremenčuk, in Druha Liha, la terza divisione del campionato ucraino. Rientrato allo Zorja, ha esordito in prima squadra il 6 maggio 2017 nella partita di Prem"jer-liha persa 3-2 contro lo Šachtar. Quella è rimasta la sua unica presenza con la squadra, prima di trascorrere due stagioni in prestito all'Avanhard Kramators'k, entrambe disputate in Perša Liha, la seconda divisione ucraina. Nel 2019 è stato acquistato a titolo definitivo dal Metalist 1925.

## Statistiche

### Presenze e reti nei club
Statistiche aggiornate al 27 febbraio 2023.
| Stagione                    | Squadra                     | Campionato                  | Campionato | Campionato | Coppe nazionali | Coppe nazionali | Coppe nazionali | Coppe continentali | Coppe continentali | Coppe continentali | Altre coppe | Altre coppe | Altre coppe | Totale | Totale |
| Stagione                    | Squadra                     | Comp                        | Pres       | Reti       | Comp            | Pres            | Reti            | Comp               | Pres               | Reti               | Comp        | Pres        | Reti        | Pres   | Reti   |
| --------------------------- | --------------------------- | --------------------------- | ---------- | ---------- | --------------- | --------------- | --------------- | ------------------ | ------------------ | ------------------ | ----------- | ----------- | ----------- | ------ | ------ |
| 2015-2016                   | Kremin' Kremenčuk           | 2L                          | 23         | 1          | CU              | -               | -               |                    | -                  | -                  |             | -           | -           | 23     | 1      |
| 2016-2017                   | Zorja                       | PL                          | 1          | 0          | CU              | 0               | 0               | UEL                | 0                  | 0                  |             | -           | -           | 1      | 0      |
| 2017-2018                   | Avanhard Kramators'k        | 1L                          | 33         | 1          | CU              | 2               | 0               |                    | -                  | -                  |             | -           | -           | 35     | 1      |
| 2018-2019                   | Avanhard Kramators'k        | 1L                          | 24         | 0          | CU              | 1               | 0               |                    | -                  | -                  |             | -           | -           | 25     | 0      |
| Totale Avanhard Kramators'k | Totale Avanhard Kramators'k | Totale Avanhard Kramators'k | 57         | 1          |                 | 3               | 0               |                    | -                  | -                  |             | -           | -           | 60     | 1      |
| 2019-2020                   | Metalist 1925               | 1L                          | 25         | 1          | CU              | 1               | 0               |                    | -                  | -                  |             | -           | -           | 26     | 1      |
| 2020-2021                   | Metalist 1925               | 1L                          | 27         | 2          | CU              | 1               | 0               |                    | -                  | -                  |             | -           | -           | 28     | 2      |
| 2021-2022                   | Metalist 1925               | PL                          | 17         | 0          | CU              | 2               | 0               |                    | -                  | -                  |             | -           | -           | 19     | 0      |
| 2022-2023                   | Metalist 1925               | PL                          | 9          | 1          |                 | -               | -               |                    | -                  | -                  |             | -           | -           | 9      | 1      |
| Totale Metalist 1925        | Totale Metalist 1925        | Totale Metalist 1925        | 78         | 4          |                 | 4               | 0               |                    | -                  | -                  |             | -           | -           | 82     | 4      |
| Totale carriera             | Totale carriera             | Totale carriera             | 159        | 6          |                 | 7               | 0               |                    | 0                  | 0                  |             | -           | -           | 166    | 6      |

## Palmarès

### Club

#### Competizioni nazionali
- Perša Liha: 1

Inhulec': 2023-2024